# Гандер (Канада)
Гандер (англ. Gander) — містечко на острові Ньюфаундленд в канадській провінції Ньюфаундленд і Лабрадор.

## Географія
Місто розміщене на північному сході острова Ньюфаундленд, приблизно за 40 кілометрах на південь від бухти Гандер і за 90 км на схід від Гранд-Фолс-Віндзор, на північно-східному березі озера Гандер. У місті проживає приблизно 11 тисяч осіб. Поблизу міста знаходиться міжнародний аеропорт Гандер, у минулому грав дуже важливу роль — тут здійснювали посадку і дозаправлялися літаки, які вчиняють переліт через Атлантику. Більшість вулиць у місті названі на честь відомих льотчиків, у тому числі на честь Амелії Ерхарт, Чарльза Ліндберга, Марка Гарно, Чака Єгера.

## Історія
У 1935 році Гандер був обраний для будівництва військово-повітряної бази в силу свого географічного розташування поблизу північно-східного краю Північно-Американського континенту. У 1936 році почалося будівництво бази, а разом з нею почало рости і місто. 11 січня 1938 капітан Дуглас Фрейзер зробив першу посадку в «Аеропорту Ньюфаундленд», нині відомому як міжнародний аеропорт Гандер (або «CYQX»), на одномоторному біплані «Fox Moth ВО-ADE». Під час Другої світової війни щонайменше 10 тисяч канадських, британських і американських військовослужбовців знаходилося в Гандері, який став стратегічним пунктом для Королівських ВПС. Близько 20 тисяч американських і канадських винищувачів і бомбардувальників здійснили посадку в Гандері на шляху до Європи. Після війни авіабаза стала цивільним аеродромом, а саме місто було перенесено на безпечну відстань від злітно-посадкової смуги (приблизно на 5 кілометрів).
12 грудня 1985 року Гандер опинився в центрі загальної уваги, коли літак DC-8 рейсу 1285, який перевозив 256 пасажирів, 248 з яких були американські солдати, що поверталися з Єгипту, розбився після зльоту. Всі пасажири і члени екіпажу загинули. Ця авіакатастрофа — найбільша на канадській території.
З часом значення аеропорту зменшилося, тому що більша частина сучасних літаків долає Атлантику без дозаправки. Але 11 вересня 2001 Міжнародний аеропорт Гандер знову зіграв важливу роль в історії світової авіації: протягом декількох годин відразу після Терористичний акт 11 вересня 2001 року, коли весь повітряний простір Північної Америки було закрито, аеропорт прийняв 39 трансатлантичних рейсів в рамках операції «Yellow Ribbon». Більше 6 600 пасажирів і членів екіпажів літаків (що еквівалентно 66 відсоткам місцевого населення) знаходилося в Гандері кілька днів до тих пір, поки повітряний простір не було відкрито і польоти не поновилися.